# Asche (Hardegsen)
Asche is een plaats in de Duitse gemeente Hardegsen, deelstaat Nedersaksen, en telt 380 inwoners.